# Красный Май (Марий Эл)
Кра́сный Май (мар. Красный Май) — выселок в Горномарийском районе Марий Эл Российской Федерации. Входит в состав Пайгусовского сельского поселения.

## География
Выселок находится на расстоянии 36 км к юго-западу от города Козьмодемьянск, административного центра района.

### Часовой пояс
Выселок Красный Май, как и вся Марий Эл, находится в часовой зоне МСК (московское время). Смещение применяемого времени относительно UTC составляет +3:00.

## История
Название выселка связано с праздником Первое мая. Поселение основано в 1927 году переселенцами из деревни Старые Тарашнуры.

## Население
| 2002 | 2010 | 2014 |
| ---- | ---- | ---- |
| 44   | ↘24  | ↘19  |